# Kreuzstich

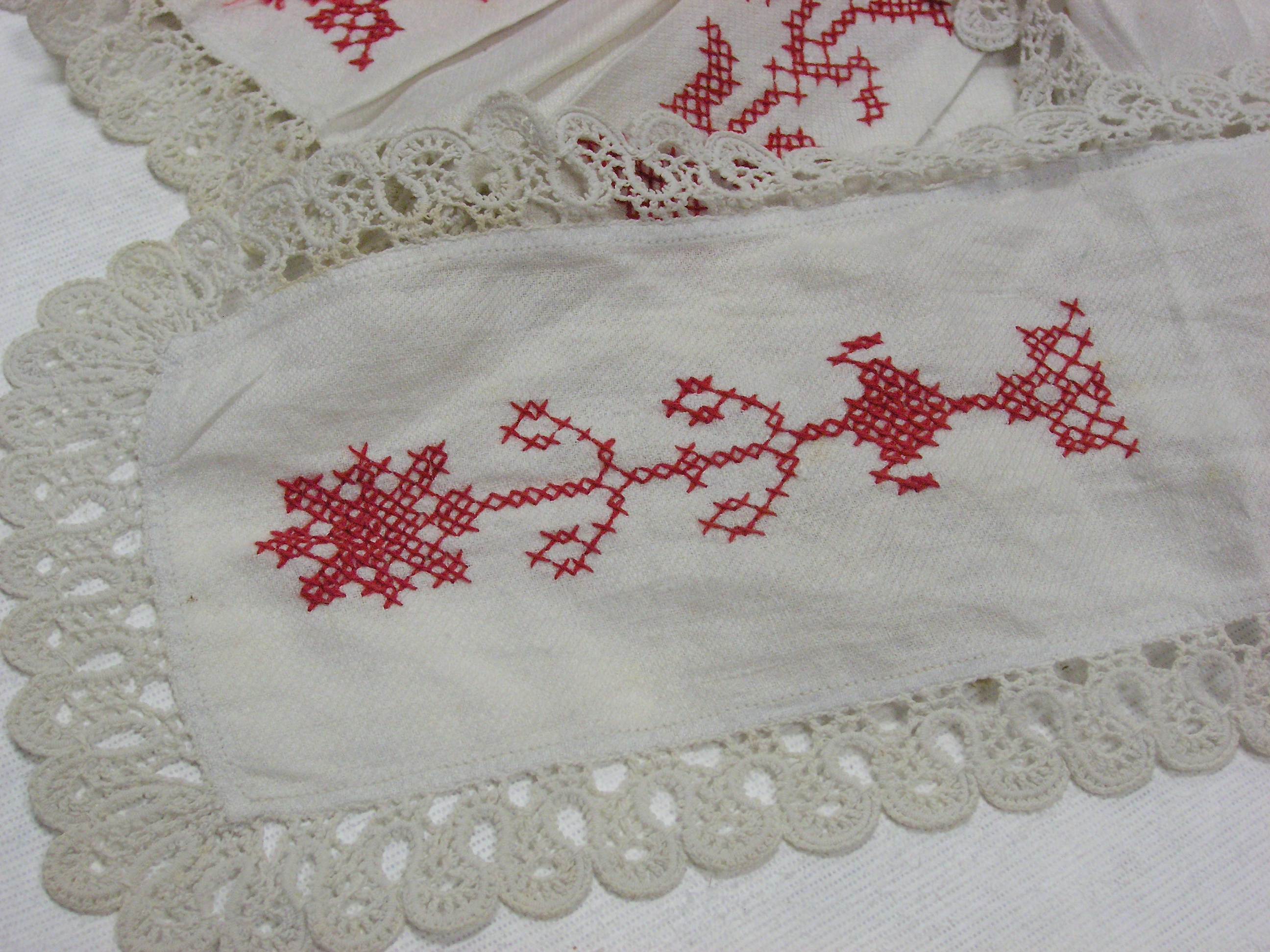
Kreuzstichstickerei mit rotem Garn an einem historischen Kleid, Auckland Museum Tāmaki Paenga Hira

Der Kreuzstich (englisch: cross stitch) ist eine Handarbeitstechnik mit alter Tradition. Er ist einer der am häufigsten verwendeten Zierstiche auf der ganzen Welt. Die Stiche bestehen aus einem einfachen, kleinen Kreuz.

## Technik

### Ausführung

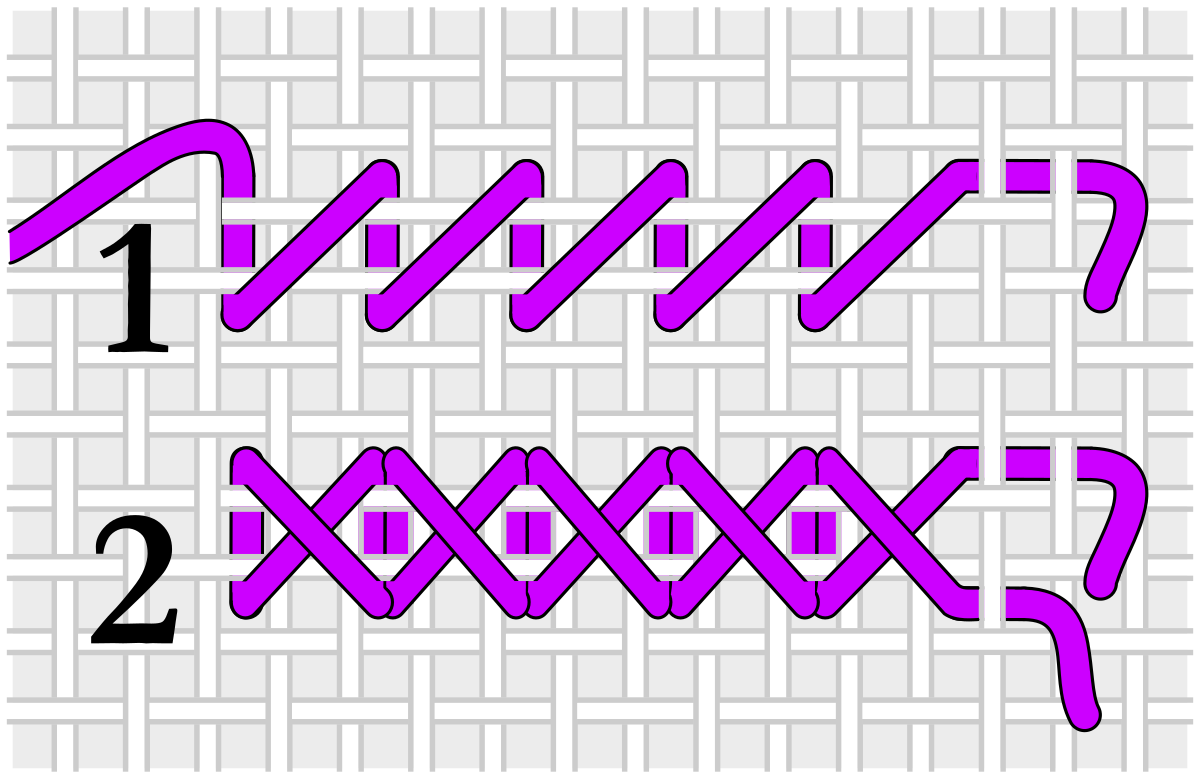
Einfacher Kreuzstich. Grundstich (1) und darüber gestickte Deckstiche (2).

Zuerst wird ein schräger Grundstich ausgeführt (üblicherweise von links unten nach rechts oben) und dann wird ein Deckstich im 90°-Winkel darüber gestickt (von links oben nach rechts unten). Wichtig ist, dass der Grund- und Deckstich immer jeweils in die gleiche Richtung zeigen.

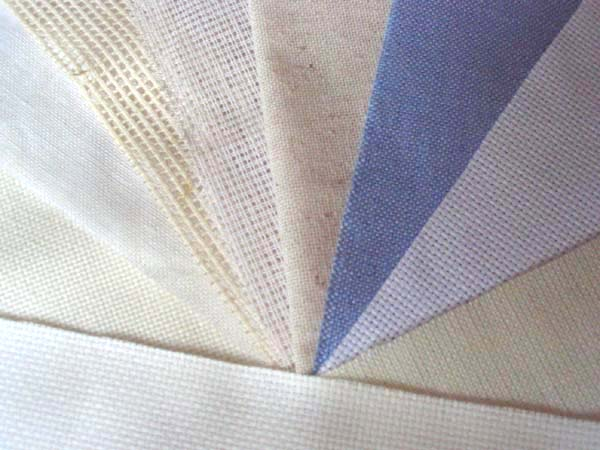
Verschiedene Stickstoffe mit gut zählbarer Struktur.

### Stoff (Grundstoff, Stickgrund)
Meist werden die kleinen Kreuze auf Stoff mit gut zählbarer Struktur gestickt. Auf diesem sogenannten Zählstoff entsteht eine Stickerei nach gezählten Fäden, beziehungsweise eine fadengebundene Stickerei. Beispiele sind unter anderem

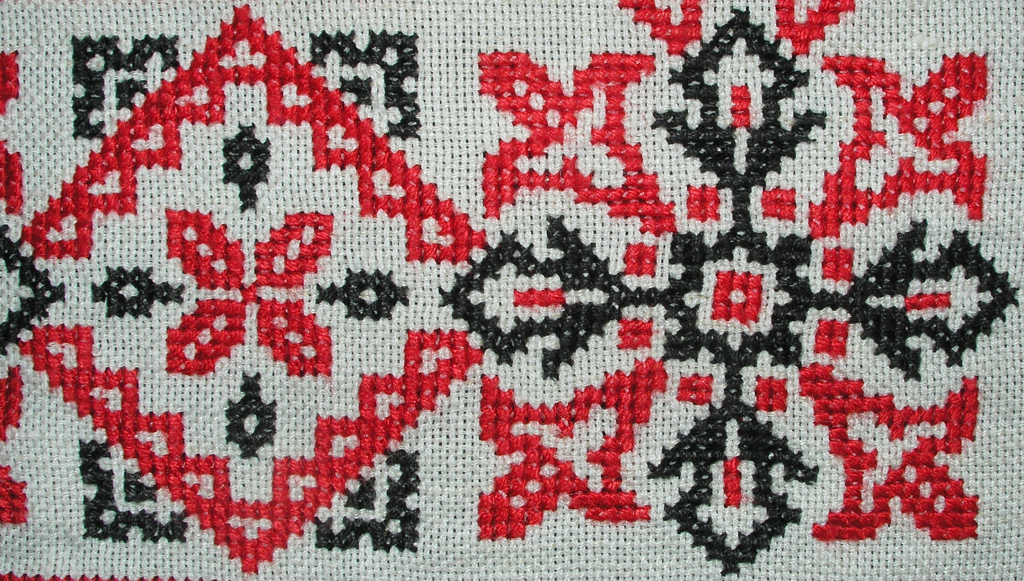
Detail einer Kreuzstichstickerei mit abstraktem Muster.

- Aida-Stoff  (gitterförmig gewebter Stoff von jeweils vier Fäden in Kette und Schuss mit klar definierten Löchern),
- Stoff mit regelmäßiger Webstruktur (Leinwandbindung), wobei jeder Kettfaden abwechselnd über und unter einem Schussfaden liegt, aus Baumwolle, Leinen oder Polyester,
- Stramin (ein gitterartiges, grobes, steifes Gewebe) oder
- Panamastoff (würfelartig gewebter Stoff mit zwei oder mehr gleichbindenden Kettfäden).

Es können auch glatte Stoffe aus besonders dichtem, geschlossenem Gewebe verwendet werden, die das Zählen der Fäden nicht erlauben. Dann helfen aufgebügelte, vorgedruckte oder vorgezeichnete Kreuze. Auch kann ein aufgelegter Hilfsstoff sinnvoll sein, dessen Fäden nach Fertigstellung der Arbeit herausgezogen werden.

### Arbeitsmittel

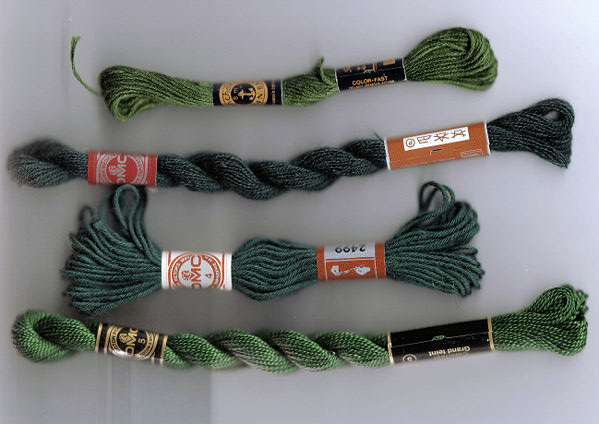
Stickgarne, von unten nach oben: Perlgarn, mattes Baumwoll-Gobelingarn, Gobelinwolle, Sticktwist.

Als Stickgarn wird häufig Sticktwist verwendet. Das ist ein meist sechsfädiges Garn, das je nach gewünschter Dicke geteilt werden kann. Daneben lassen sich Garnarten einsetzen wie Perlgarn, Metall-Garn oder andere Garne aus Baumwolle, Polyacryl, Seide, Viskose oder Wolle. Zum Sticken auf Stoffen mit gut zählbaren Fäden eignen sich Sticknadeln ohne Spitze (d. h. mit abgerundeter Spitze), für Stoffe mit nicht-auszählbarem Gewebe Sticknadeln mit Spitze. Zum Entwerfen und Übertragen lässt sich eine Zählvorlage (Stickvorlage, Zählmuster) aus Papier oder Zeichenfolie verwenden. Damit der Stoff während des Stickens straff gespannt bleibt, ist ein Stickrahmen empfehlenswert. Alternativ kann der Stoff auch kräftig gestärkt sein.

### Verwendung

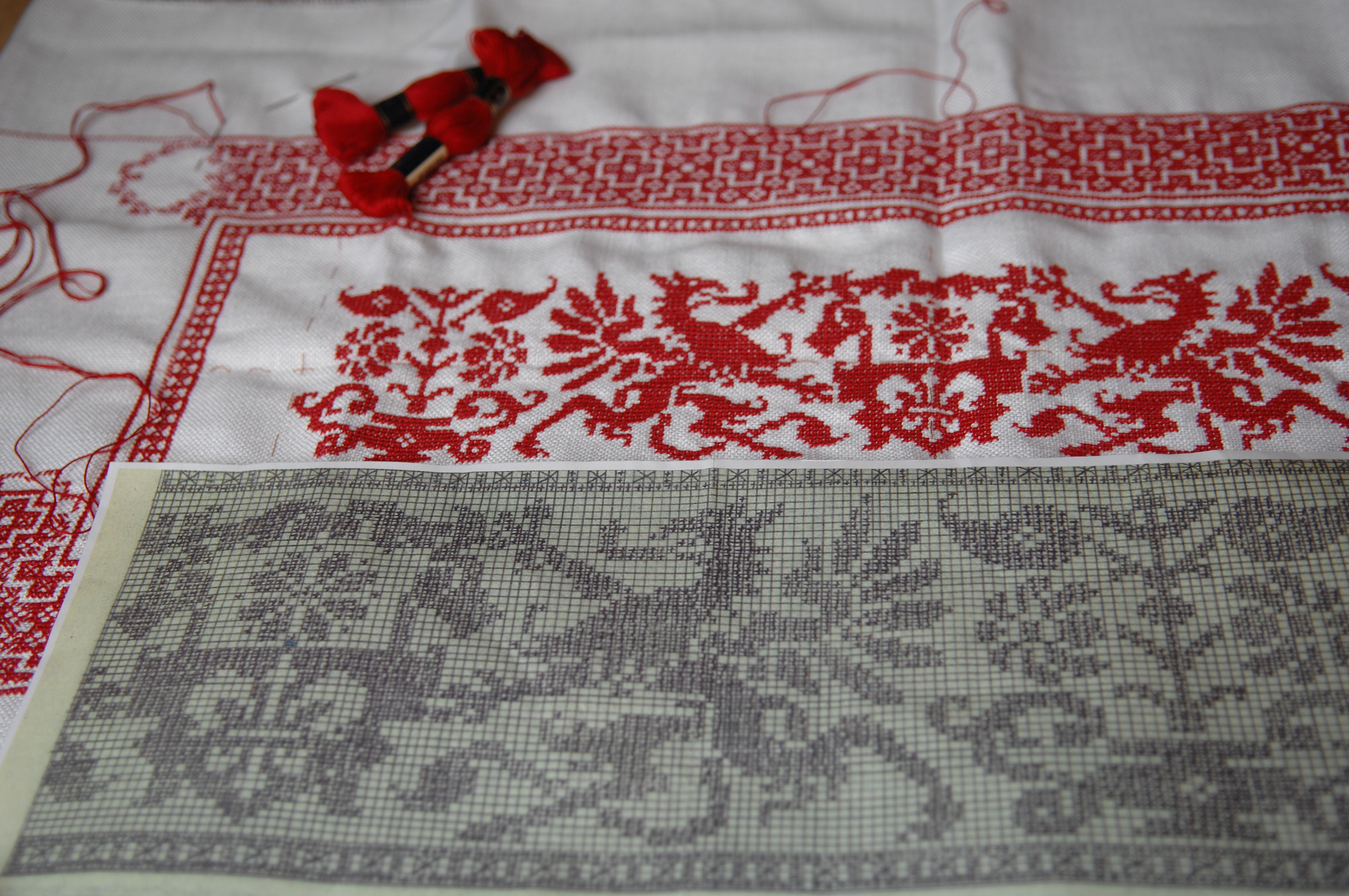
Kreuzstichstickerei und Zählvorlage.

- Kreuzstichstickerei und Zählvorlage.Traditionell wird der Kreuzstich zur Verzierung von Heimtextilien verwendet. Das sind zum Beispiel Geschirrtücher, Haushaltswäsche, Kissenbezüge, Servietten und Tischdecken. Im Bereich des Kunsthandwerks gibt es Wandbilder, Schleifen und Schmuckstücke. In der Mode verzieren Kreuzstiche Kleidung, insbesondere Trachten und traditionelle Kleidungsstücke.
- Daneben werden Motive und Initialen auf Haushaltsgegenstände gestickt, um ihre Besitzerin oder ihren Besitzer zu identifizieren.
- Mögliche Motive sind Alphabete, Blumen, Buchstaben, Gegenstände, geometrische Muster, Initialen, Pflanzen, Symbole, außerdem Jahreszeiten-, Oster- und Weihnachtsmotive.
- Stickmustertücher (Modeltücher, englisch: sampler) wurden vom 17. bis 19. Jahrhundert im Allgemeinen von jungen Mädchen gestickt. Damit sollten sie das Sticken erlernen und üben. Auf die Tücher stickten sie meist mit Kreuzstichen Alphabete, Bildmotive, Muster, Symbole und Zahlen. Auf die Motive konnten sie im Laufe der Jahre zurückgreifen und sie beim Sticken im Haushalt verwenden.

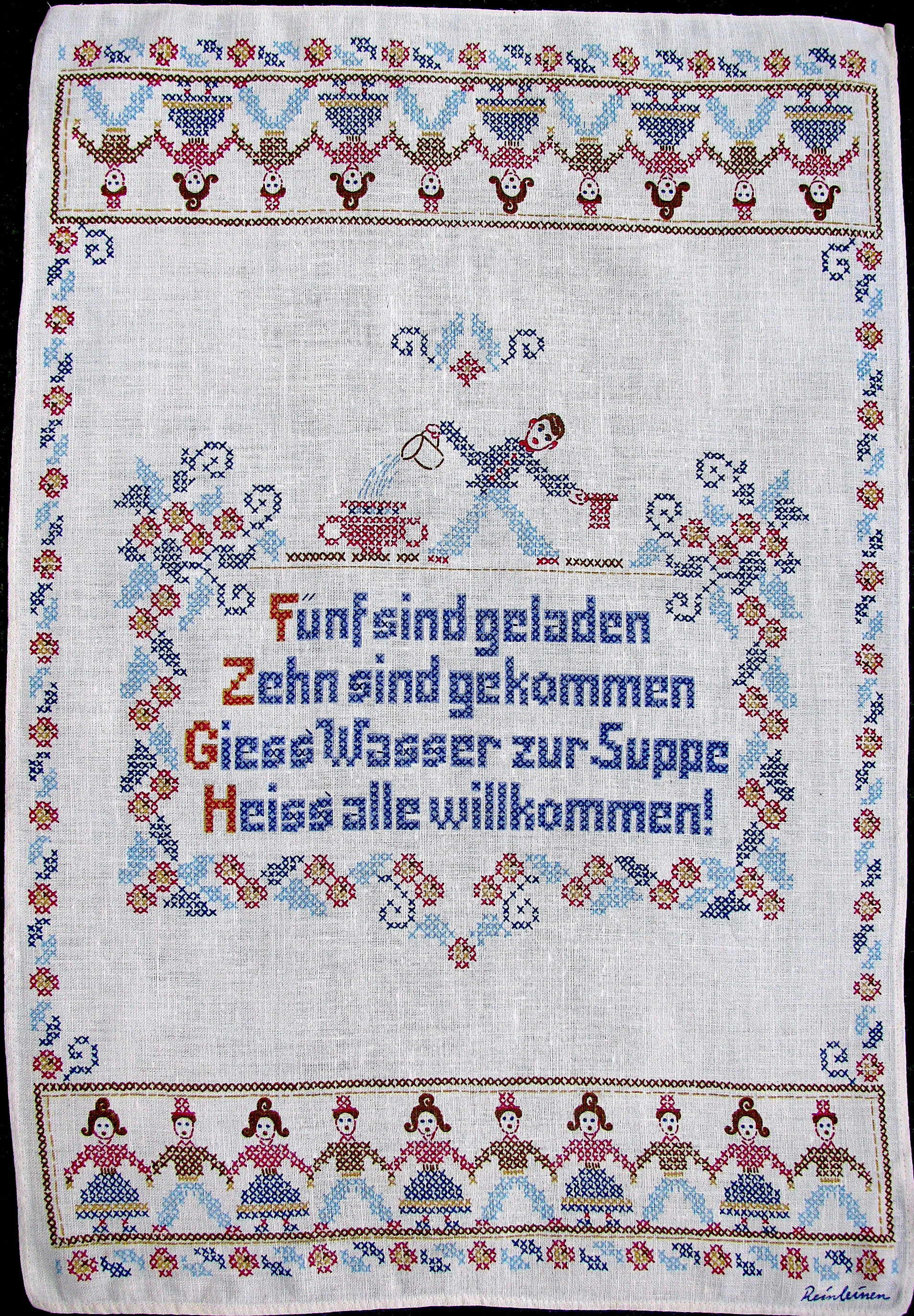
Spruchtuch für die Küche (Geschirrtuch).
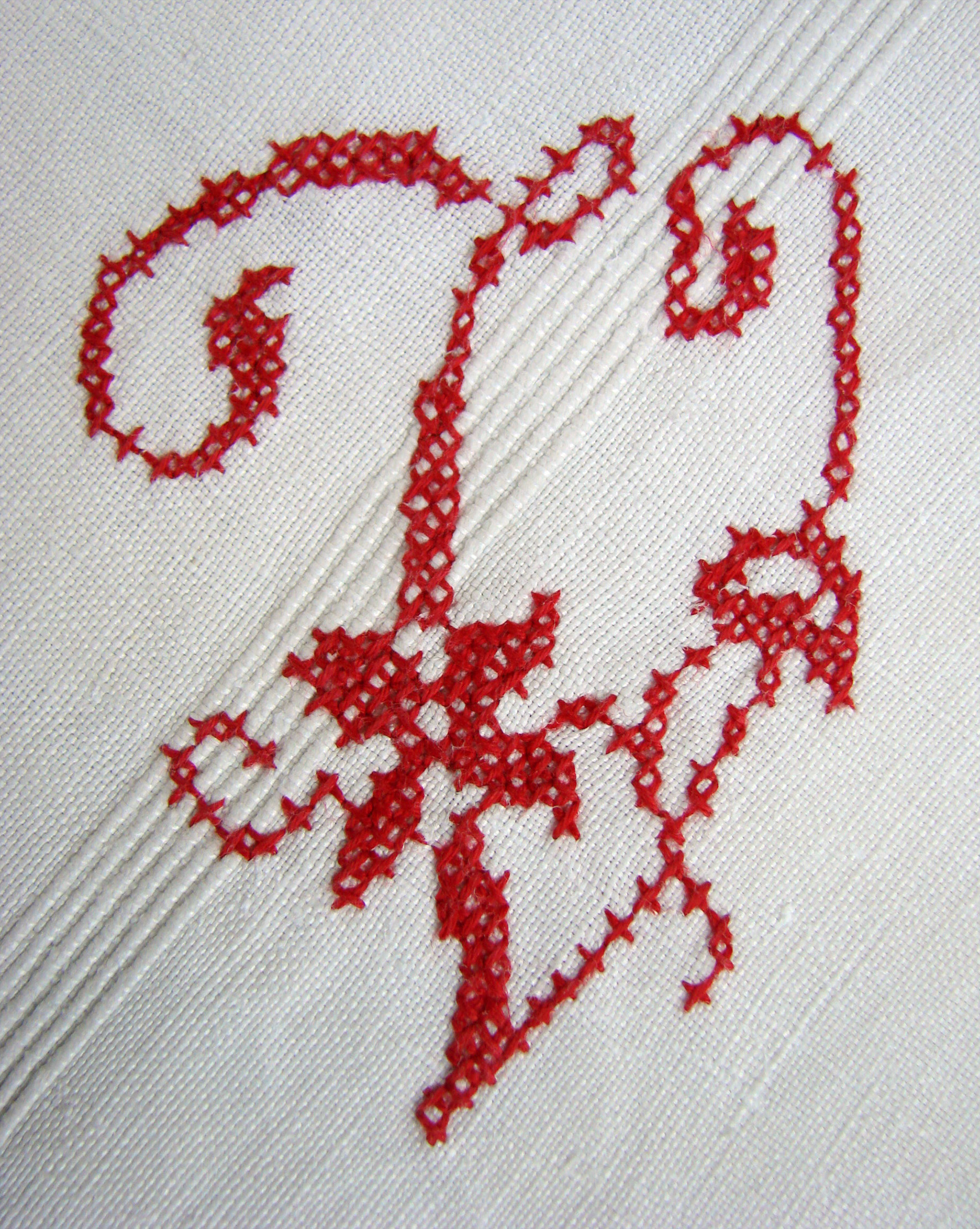
Initiale „V“ zur Kennzeichnung der Besitzerin.
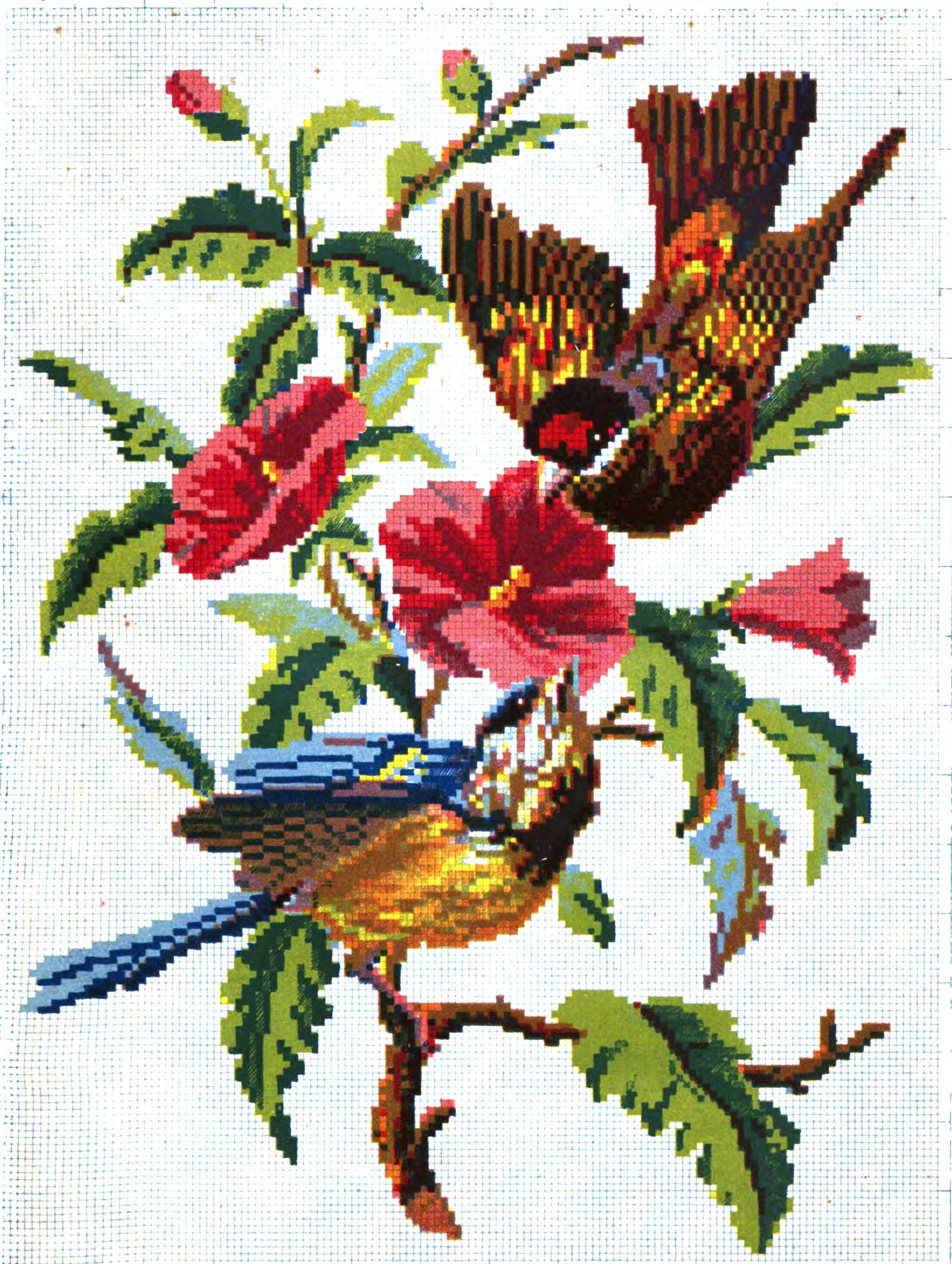
Blumenzweig mit Vögelchen (Paris 1862).
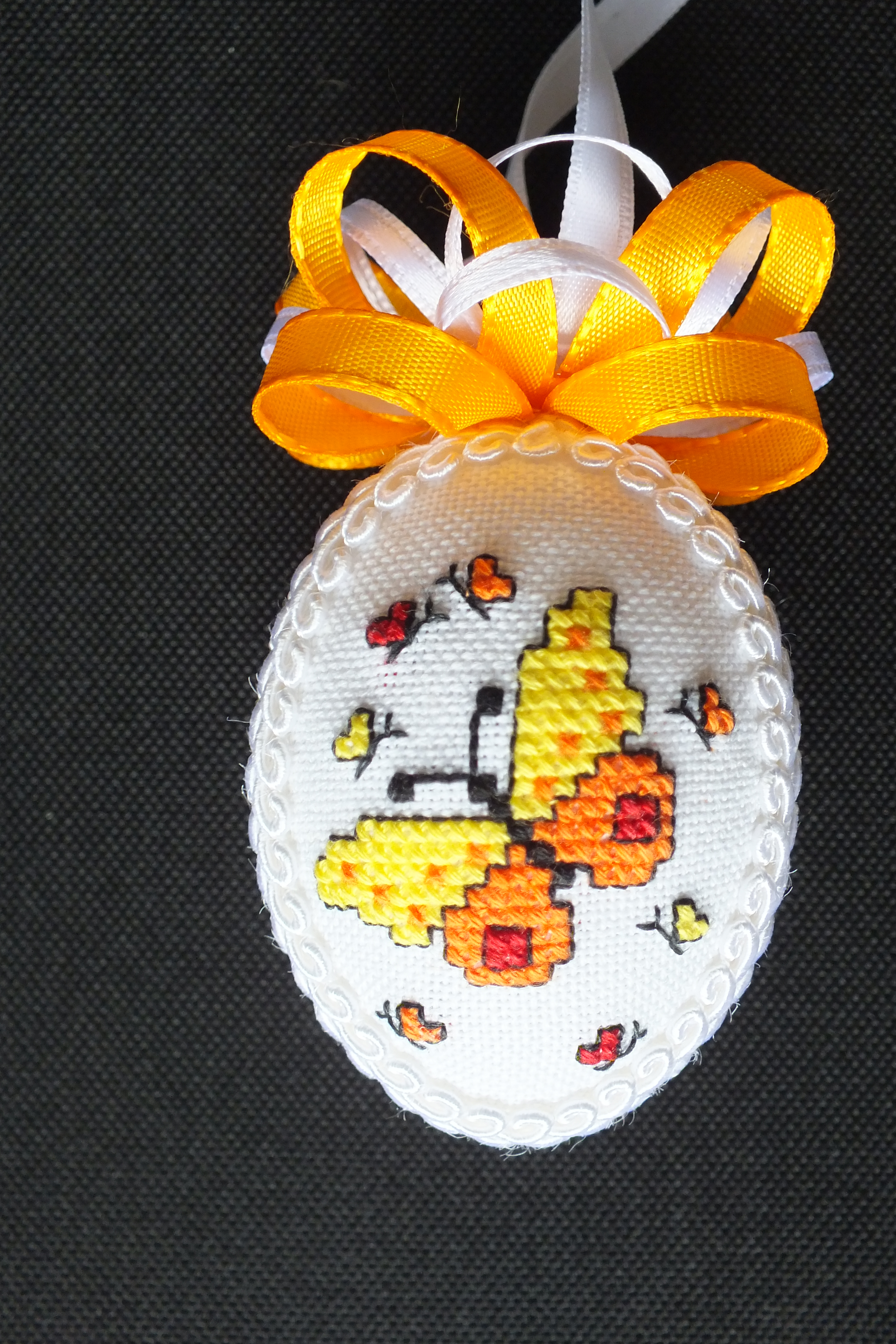
Schmetterling auf besticktem Osterei, Kreuzstich, Pfaffing, Oberbayern, 2016.
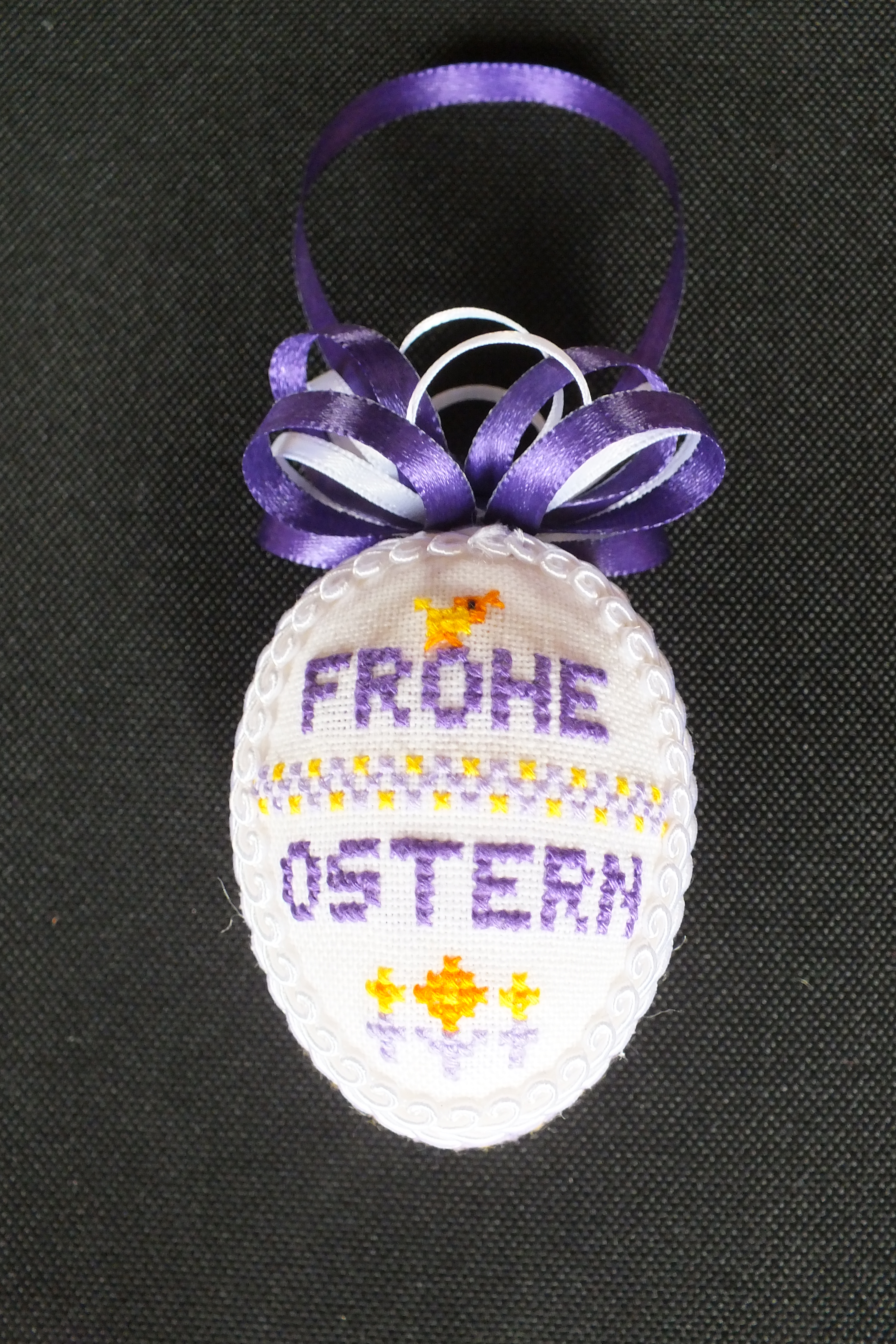
Schriftzug Frohe Ostern auf besticktem Osterei, Kreuzstich, Pfaffing, Oberbayern, 2016.
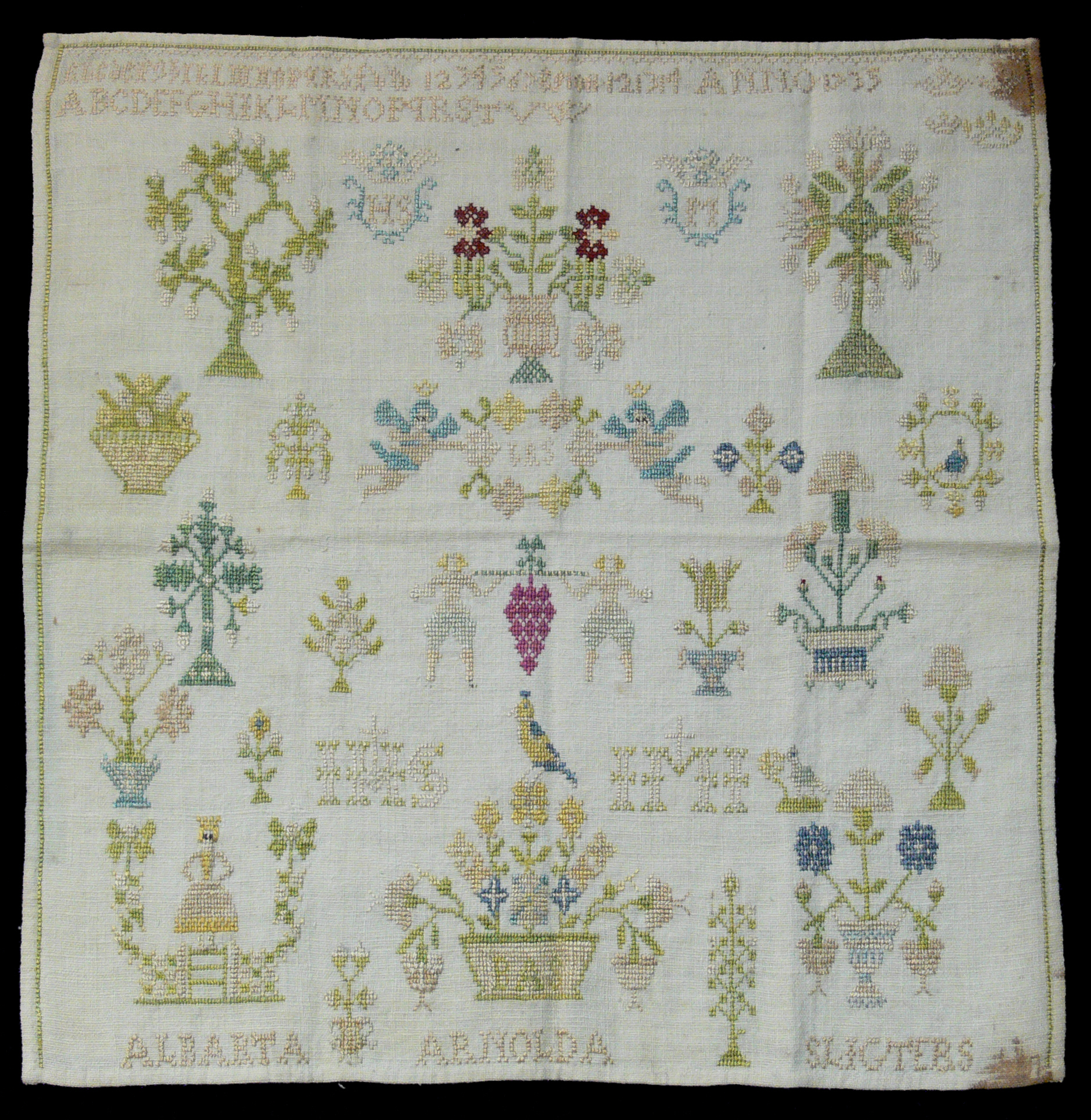
Stickmustertuch von 1735.

## Abwandlungen / Variationen des Kreuzstiches
Neben dem einfachen Kreuzstich gibt es zahlreiche Varianten, wie den Gobelinstich (= halber K.), den Sternstich oder den Wiener Kreuzstich. Im Folgenden werden einige wichtige genannt.
- Der einfache Gobelinstich oder halbe Kreuzstich (englisch: half cross stitch) besteht nur aus einem Grundstich (ohne Deckstich). Er wird meist über zwei Fäden in der Höhe und Breite von links unten nach rechts oben ausgeführt. Wichtig ist, dass die Stiche den Grundstoff vollständig bedecken. Dazu müssen die Stiche dicht nebeneinander liegen.[5]
- Ein breiter oder langgezogener Kreuzstich (englisch: broad cross stitch) ist doppelt so breit oder hoch wie der einfache Kreuzstich. Er wird zum Beispiel über zwei senkrechte und vier waagerechte Fäden gearbeitet und ist sehr nützlich zum Ausfüllen großer Flächen. Er kann variiert werden, indem man die Kreuze erst in die eine und dann in die andere Richtung dreht.[6]
- Der unregelmäßige Kreuzstich (Flechtstich, Wiener Kreuzstich, slawischer Zopfstich, englisch: long armed cross stitch) beginnt mit einem langen, schrägen, aufsteigenden Stich zum Beispiel über 4 senkrechte und 8 waagerechte Fäden. Der zweite Stich über 4 mal 4 Fäden kreuzt den ersten. Der nächste lange Stich beginnt unter der Mitte des ersten Stichs und überkreuzt den zweiten Stich.[7]
- Der Doppelkreuzstich (auch doppelter Kreuzstich, einseitiger Sternstich, Leviathan-Stich oder Smyrna-Stich) kombiniert einen einfachen Kreuzstich mit einem aufrechten Kreuzstich.[8]
- Der Reisstich (englisch: rice stitch) beginnt mit einem großen Kreuzstich zum Beispiel über jeweils vier Fäden. Dann werden vier sogenannte Reisstiche darüber gestickt. Diese kreuzen die vier Enden des großen Kreuzstichs und treffen sich im Zwischenraum, so dass sie ein weiteres Kreuz bilden. Die großen Kreuzstiche sollten eher in grobem Garn gearbeitet werden, die Reisstiche mit einem gleich- oder andersfarbigen, feineren Stickgarn.[6]

- Beim italienischen Kreuzstich wird das Kreuz von vier geraden Stichen (Vorstiche, Heftstiche, Rückstiche oder Holbeinstiche) umrahmt.[9] Der italienische Kreuzstich kommt zur Anwendung bei der Assisi-Stickerei (ausgespartes Muster, englisch: assisi embroidery). Das eigentliche Muster bleibt frei, und nur der Hintergrund wird mit Kreuzstichen gefüllt. Das Motiv bekommt einen Rahmen aus einfachen Stichen.

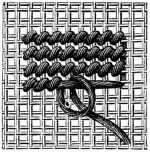
Einfacher Gobelinstich oder halber Kreuzstich.
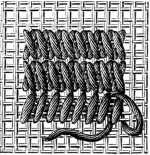
Breiter oder langgezogener Kreuzstich.
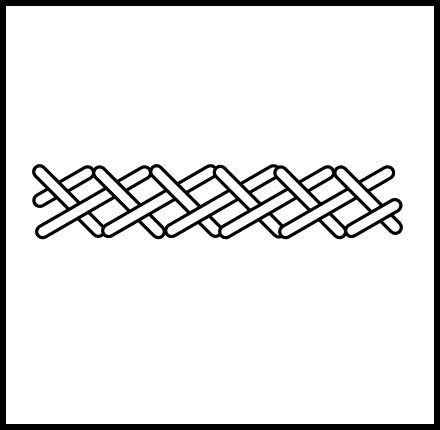
Unregelmäßiger Kreuzstich oder Wiener Kreuzstich.
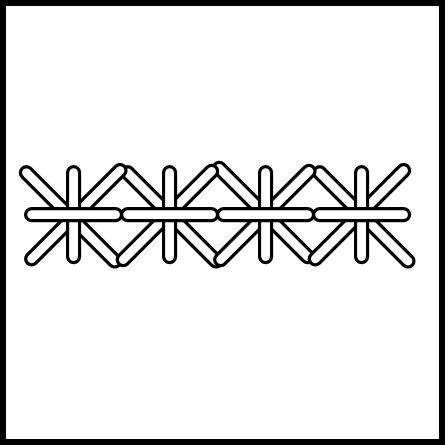
Doppelkreuzstich oder einseitiger Sternstich.
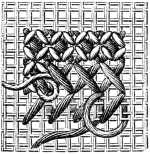
Reisstich.
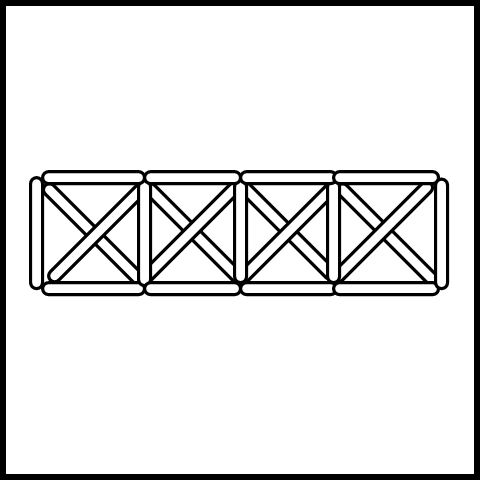
Italienischer Kreuzstich.
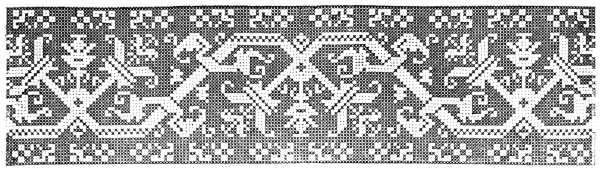
Assisi-Stickerei, Kreuzstiche und italienische Kreuzstiche mit ausgespartem Muster.

## Geschichte

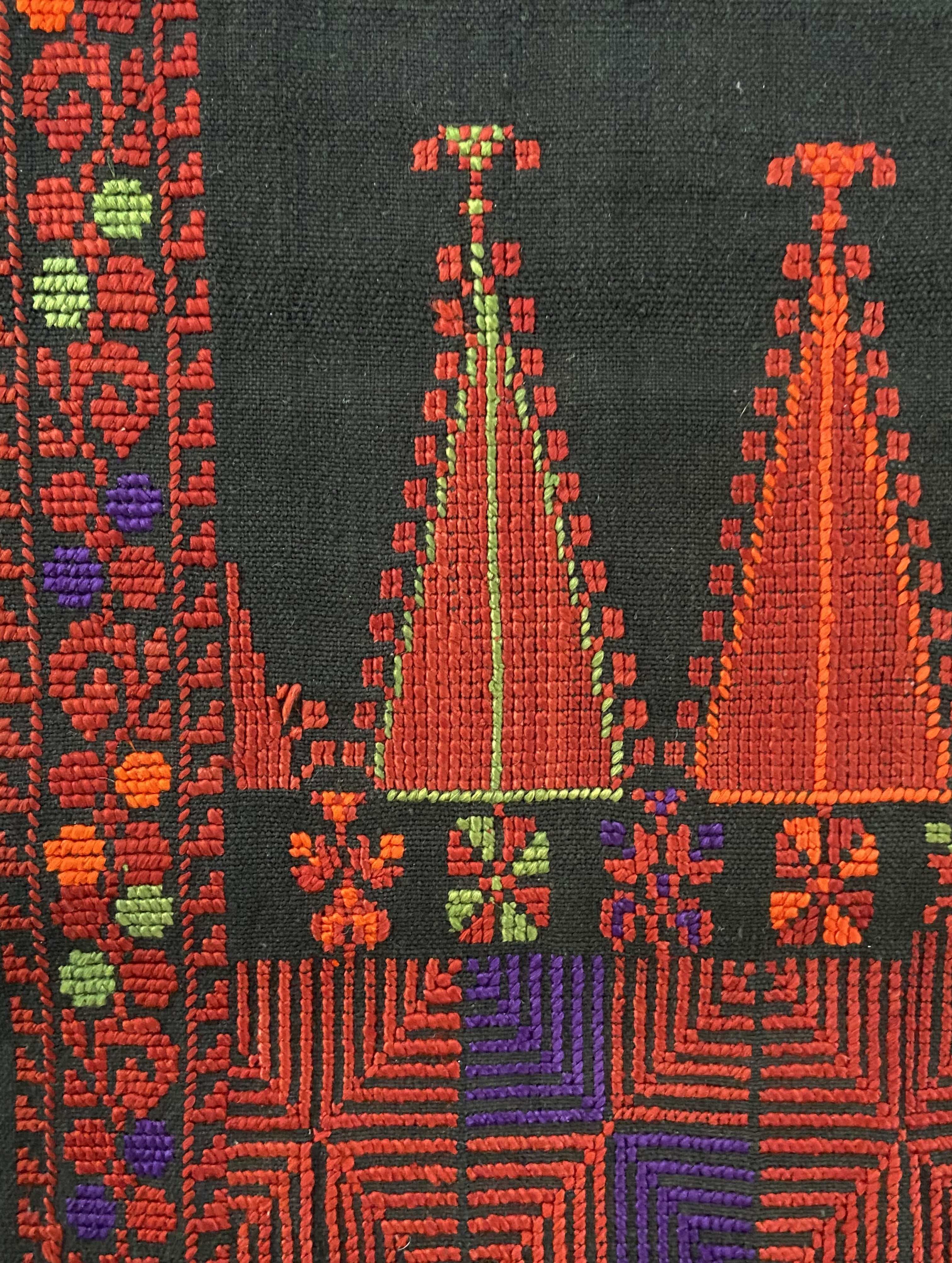
Palästinensische Stickerei mit Lebensbaummotiv und Mondmuster

Der Kreuzstich hat eine lange und faszinierende Geschichte. Als Handwerk oder Freizeitbeschäftigung wurde er in verschiedenen Kulturen ausgeübt, meist um Gegenstände zu verzieren. Vermutlich verbreitete sich die Kreuzstichstickerei von Byzanz aus über Europa und den Orient. Im Spätmittelalter und der Renaissance waren Stickereien im religiösen Bereich verbreitet. Im weltlichen Bereich war der Kreuzstich als Zeitvertreib aus Kostengründen nur höhergestellten Damen vorbehalten. Die frühesten noch erhaltenen Beispiele werden auf etwa 1500 datiert. Im 16. Jahrhundert entstanden volkstümliche Stickereien, die meistens mit Kreuzstichen gestickt wurden. Im 17. Jahrhundert wurde der Kreuzstich zur fast ausschließlichen Technik. Im 19. Jahrhundert machte die Massenproduktion von Stoffen und Garnen das Sticken für breitere Bevölkerungsschichten zugänglich.
Heute ist der Kreuzstich sowohl bei manchen Kindern als auch Erwachsenen ein beliebtes und leicht zu erlernendes Hobby, und zahlreiche Vorlagen sind im Handel erhältlich.
Durch sein Aussehen ist der Kreuzstich eine Vorwegnahme der Pixel-Art. Mit Hilfe von Computern ist es möglich, Stickmuster aus einem Foto oder einem anderen Bild zu erstellen und diese als Stickvorlage zu verwenden.
Kreuzstich ist in der traditionellen palästinensischen Stickerei weit verbreitet. Der palästinensische Kreuzstich wird Tatreez genannt. Im Jahr 2021 wurde Tatreez in die UNESCO-Liste des immateriellen Kulturerbes der Menschheit aufgenommen.